# 서일교
서일교(徐壹敎, 1921년 11월 6일 ~ 1984년 12월 24일)는 대한민국의 법조인이다. 부인 고명애와 사이에 1남 5녀의 자녀가 있으며 바둑 5급에 난초 기르기와 권투, 축구, 배구, 승마 등 운동을 즐겼다. 서일교의 누이동생인 서덕생의 남편이 서울변호사회 회장을 역임한 황계용이다.

## 생애
1921년 경상북도 대구에서 태어나 5년제 경북중학교를 거쳐 1945년 경성제국대학교 법문학부 법학과를 거쳐 서울 사립 중앙대학교 대학원을 나온 그는 1947년 제1회 조선변호사시험, 1948년 변호사 실무고시에 합격하였다. 법무부 장관을 역임한 이선중과 조선변호사시험 동기, 검찰총장을 역임한 오탁근과 경북중학교 동기다. 서울대학교 법학과와 고려대학교, 국민대학교에서 강사를 하였으며 1952년부터 10년간 제2대, 제3대, 제4대, 제5대 민의원 법제사법위원회 전문위원을 맡았다. 장면 정부 때인 1961년 1월 서울고등검찰청 차장검사가 되었다.
5.16 군사정변 직후 국가재건 최고회의 법제사법위원회 자문위원을 겸직하다 법무부 형정국 국장을 맡아 재직하다가 국가재건 최고회의에서 임명, 승인하여 1962년 3월 19일 ~ 1963년 8월 7일까지 제13대 대한민국의 법무부 차관을 역임했다. 1962년 2월 1일 실시한 14회 고등고시 사법과고등고시 형사소송법 출제 위원을 맡기도 했다.
법무부 차관으로 있으면서 "재소자들의 생명이 위독하거나 현저히 건강을 해할 우려가 있을 경우 지체없이 형집행정지 처분을 받고 출감하여 치료를 받을 수 있도록 하라"고 전국 각 교도소에 환기 시켰다.
1963년 6월 28일 개정 헌법 발효를 앞두고 개정 헌법에 배치되는 법령을 정비하기 위해 법제처에 설치된 임시법령정비심의회(위원장 문홍주 법제처장) 위원에 임명되었다. 권오병을 신임 법무부 차관으로 임명하면서 서일교는 1963년 8월 8일자로 의원 면직되었으며 12월 11일에 법제처장에 내정되어 6년 가까이 재직하다 총무처 장관에 임명되면서 "법령 한글화 작업이 진행중인데 연내에 부령 각령 대통령령까지 모두 끝날 것"이라고 하면서 "개인적으로 고법전 연구를 필생의 사업으로 삼겠다"고 말했다. 1977년 2월 18일자로 직권면직된 김병화 법원행정처장 후임으로 2월 21일에 임명되었다. 총무처 장관을 그만 둔 이후 3년 남짓 쉬면서 고등고시 수험생에게 인기가 있었던《형사소송법》《형법 각론》등의 증보판을 준비하였으며 1972년에 중앙대학교에서 《조선왕조 형사제도 연구》로 법학 박사학위를 취득하였다. 1979년 3월 26일에 대법원장 지명으로 헌법위원회(위원장 이호 상임위원 직에 임명되었다. 검사 출신으로 최초로 법원행정처장으로 있으면서 7개소 뿐인 서울의 등기소를 14개소로 늘리고 법정 방청석을 개조하여 피고인 대기실의 분리, 국기대 설치하고 재판 관계인과 가족 대기실에 재판진행 순서 등을 알려주는 전광판, 국선변호인들에게 공소장 부본과 판결문 등본 등 재판관계 서류를 첨부하는 등 "법원행정을 크게 개혁하고 법원 시설을 새 모습으로 바꾸었다"는 평가를 받은 서일교는 1980년 10월 27일 개정, 공포된 새 헌법에 따라 1981년 4월 17일에 유태흥 신임 대법원장에 의해 대법원 판사로 제청되어 전두환 대통령에 의해 임명되었으나 6월 17일에 미국과 일본 시찰을 마치고 귀국한 뒤에 지병이 악화되어 고려대학교 부속 우석병원에 입원 치료와 자택에서 요양을 하는 등 건강상 이유로 7월 31일에 대법원장에게 사표를 제출했다. 1984년 12월 24일 오후 8시 40분 서울시 중구 신당동 자택에서 숙환으로 사망했다.
서일교는 법원행정처장으로 있으면서 국회 개헌특위 권력구조 소위원회가 열린 1980년 3월 29일에 "김대중이 예수 동생이라고 한 말이 화제더라"라는 말에 대해 "법원행정처장이 나왔으니 정말 예수 동생인지 판결을 받아보자"고 하니 "우수한 판사들이 봉급이 적어 자꾸 빠져나가고 있으니 국회에서 판사들에 대한 대우를 잘해주도록 헌법조항에 꼭 넣어주었으면 좋겠다"고 부탁했다. 서일교는 1980년 3월 13일에 헌법개정 심의위원에 지명되었다. 국가보위입법회의 보고를 통해 "1981년부터 사법시험 합격자를 300명으로 늘리면서 판,검사를 임용할 때 본인 지망과 관계없이 선별 임용이 불가피하다"고 하면서 "변호사를 거친 사람 중에서 법관을 임용하는 것이 바람직하다"고 했다. 1980년 11월 18일 입법회의 예결위 정책 질의에 대한 답변에서 "지불능력이 있는 채무자가 법원의 지급명령을 따르지 않는 등 부채 상황에 따른 병폐를 해소하기 위해 돈을 갚을 여유가 있음에도 갚지 않는 사람에 대해 민사책임을 형사책임화 할 수 있도록 하는 소송에 관한 특별조치법을 마련중"이라고 했다.

## 경력
- 서울대학교 고려대학교 국민대학교 법학 강사
- 1952년 3월 ~ 1961년 1월 제2대, 제3대, 제4대, 제5대 국회 법제사법위원회 전문위원
- 1961년 1월 서울고등검찰청 차장검사
- 1961년 5월 국가재건 최고회의 법제사법위원회 자문위원 겸직
- 1961년 6월 법무부 형정국 국장 겸 대검찰청 검사
- 1962년 고등고시 사법과고등고시 형사소송법 출제 위원
- 1962년 3월 19일 ~ 1963년 8월 7일 제13대 대한민국의 법무부 차관
- 1963년 6월 법제처 임시법령정비심의회 위원
- 1963년 12월 17일 ~ 1969년 10월 20일 제3대 법제처장
- 1969년 10월 21일  ~ 1973년 12월 2일 제14대 총무처 장관
- 1979년 3월 26일 헌법위원회(위원장 이호 (1914년) 위원
- 1977년 2월 21일 ~ 1981년 4월 18일 제7대 법원행정처장
- 1980년 3월 4일 행정개혁위원회 비상임위원 재신임[21]
- 1980년 3월 13일 헌법개정 심의위원[22]
- 1981년 4월 18일 ~ 1981년 7월 31일 대법원 판사